# Dem Morgenrot entgegen
Dem Morgenrot entgegen ist ein Kampflied aus der Arbeiterbewegung. Der Text wurde 1907 von dem Bremer Lehrer und Sozialdemokraten Heinrich Eildermann unter dem Titel Lied der Jugend verfasst. Publiziert wurde das Lied erstmals 1910 in der Zeitschrift „Arbeiter-Jugend“, wobei Eildermann das Pseudonym Heinrich Arnulf benutzte. Die Melodie wurde vom Andreas-Hofer-Lied übernommen, das seit 1948 die offizielle Tiroler Landeshymne bildet.
In Tirol geriet dieses Lied 2004 in die Schlagzeilen, weil das Gesetz zum Schutz der Landeshymne verbot, den Text des Andreas-Hofer-Liedes nach einer anderen Melodie und zu seiner Melodie einen anderen Text zu singen. Nach einer Anzeige des Landeshauptmanns der Tiroler Schützen gegen die Organisatoren einer Feier der SPÖ, bei der das Lied gesungen wurde, wurde diese Gesetzesstelle 2004 vom Tiroler Landtag abgeändert. Hierbei wurde den verfassungsrechtlichen Bedenken Rechnung getragen, die in der bisherigen Regelung eine Verletzung der Freiheit der Kunst und des aus dem Gleichheitsgrundsatz abgeleiteten Sachlichkeitsgebots sahen. Untersagt sind nach der Gesetzesänderung nur noch verunglimpfende oder entstellende Veränderungen der Landeshymne, nicht aber das Singen anderer Texte zu ihrer Melodie.